# Barichneumon fuscosignatus
Barichneumon fuscosignatus là một loài tò vò trong họ Ichneumonidae.